# 완벽한 룸메이트
《완벽한 룸메이트》는 2004년 9월 3일에 MBC에서 방영한 베스트극장이다.

## 줄거리
30대 초반의 독어 번역가인 수정은 새로운 집으로 이사하면서 친구의 소개로 룸메이트를 구한다. 룸메이트로 자기 또래의 여자가 들어올 거란 기대와 달리, 20대 초반의 독문과 남학생 지유가 찾아온다. 처음엔 반신반의했던 수정은 흐트러진 책을 가지런히 정리하고, 정성스런 식사를 준비하는 등 센스 있고 근면한 지유의 모습을 보면서 룸메이트로 받아들이기로 결심한다.
수정은 가정이 있는 40대 초반의 독문과 대학 교수 재석과 1년 전부터 불륜의 관계에 있는데, 시간이 흐를수록 재석의 정부(情婦)가 되는 듯한 느낌이 싫어, 일부러 룸메이트를 두기로 한 것이다.

## 등장 인물
- 조민기 : 재석 역
- 김성령 : 수정 역
- 강인형 : 지유 역